# Holonim
Holonimi (grč. holon = cijelo, onoma = ime) leksemi su u semantičkome, odnosno značenjskome odnosu. Holonimija predstavlja odnos dviju riječi od kojih je prva cjelina, a druga dio te cjeline.

## Primjeri holonimije
- Stablo je holonim od meronima kora, grana, list...
- Lice je holonim od meronima oči, usta, nos, uši, kosa...
- Računalo je holonim od meronima monitor, tipkovnica, tvrdi diska, matična ploča...
- Tijelo je holonim od meronima glava, ruke, noge...
- Wikimedija je holonim od Wikipedija, Wikicitat, Wikizvor, Wječnik...

Holonimiji je suprotna meronimija koja označava odnos dijela prema cjelini, a ne cjeline prema dijelu.